# 마리아 카닐로바
마리아 카닐로바(Maria Karnilova, 1920년 8월 3일 ~ 2001년 4월 20일)는 미국의 배우, 발레 무용수, 연극 배우, 영화배우이다.
하트퍼드에서 태어났으며 뉴욕에서 사망하였다. 사인은 질병이다.

## 영화
- 마피아의 아내 (1988년)
- 몰리 브라운 (1964년)